# Parasacco (Melfi)
La frazione di Parasacco appartiene al comune di Melfi, in Provincia di Potenza, nella regione Basilicata.
La frazione di Parasacco dista 13,55 chilometri dal medesimo comune di Melfi cui essa appartiene situata a 167 metri s.l.m. a poca distanza dalle frazioni di San Nicola di Melfi e Leonessa. Elemento dominante della frazione di Parasacco è la sua Masseria fortificata (detta appunto di Parasacco). La Masseria Parasacco, a poca distanza dal fiume Ofanto e da un "tratturello" antico che va verso il Tavoliere di Foggia, È sorta tra il XV ed il XVI secolo come "posta di pecore" della transumanza. L'edificio principale ottocentesco ha la forma di una "masseria fortificata". Nelle vicinanze si notano due monumentali pozzi ed una chiesa rurale. Nel XIX e XX secolo è stata di proprietà degli Aquilecchia di Melfi, oggi gran parte è di proprietà delle famiglie Murano e Sassone di Melfi.
EPOCA: SETTECENTO – OTTOCENTO (XVIII – XIX SEC.); 
TIPOLOGIA EDILIZIA: MASSERIA FORTIFICATA; 
IMPIANTO PLANO-VOLUMETRICO: edificio irregolare sia in pianta che in elevazione nel fronte principale e nei lati secondari; presenta un'imponente struttura abitativa, una serie di annessi, un pozzo ed una chiesetta. È provvisto di un imponente apparato difensivo (quattro torri angolari con feritoie) realizzato in un periodo successivo a quello di primo impianto. I collegamenti verticali tra i piani si sviluppano in esterno con scalinate su archi ottenuti dall'assemblaggio di blocchi tufacei. 
STRUTTURA: Muratura portante disomogenea costituita da blocchi squadrati in tufo, pietrame e mattoni in laterizio assemblati con giunti di malta; gli orizzontamenti sono voltati; presenta dei contrafforti sulle mura perimetrali difensive; la copertura è in coppi mentre le murature, originariamente intonacate, attualmente risultano, a seguito del dilavamento, parzialmente a vista. 
SPECIFICITÀ: vincolo monumentale legge 1º giugno 1939 n° 1089; portali archivoltati, torri e mura perimetrali di fortificazione, annessi produttivi, un pozzo ed una chiesetta. 
CENNI STORICI e architettonici: La masseria Parasacco, edificata a cavallo del XVIII – XIX sec. ha svolto in passato sia una funzione produttiva, come testimoniato dai depositi e dai numerosi annessi, sia funzione gestionale ed organizzativa delle attività agricole. L'integrazione degli apprestamenti difensivi con l'edificazione di un imponente apparato di protezione successivo alle strutture rurali di primo impianto, testimonia le nefandezze del brigantaggio pre e post-unitario nelle aree del Melfese ed assegna alla masseria Parasacco un ruolo di presidio territoriale esteso ai raccolti ed ai ricavati della zootecnia per tutto il territorio circostante. Storicamente gli ordinamenti produttivi hanno riguardato la coltivazione del grano, della vite e dell'ulivo ed interessato un'estensione territoriale ampia comprendente anche i territori attualmente occupati dagli stabilimenti SATA della FIAT. Il fondo e le strutture risultano abbandonati e fortemente degradati.